# Gleb Stanislawowitsch Syriza
Gleb Stanislawowitsch Syriza (russisch Глеб Станиславович Сырица, englische Transkription Gleb Syritsa; * 14. April 2000) ist ein russischer Radrennfahrer.

## Sportlicher Werdegang
Bereits als Junior war Syriza Mitglied der russischen Nationalmannschaft und für das Nationalteam auf der Bahn und auf der Straße aktiv. Seine ersten internationalen Erfolge erzielte er auf der Bahn, so wurde er 2017 Junioren-Weltmeister und -Europameister in der Mannschaftsverfolgung. 2018 folgten weitere Medaillen. Mit dem Wechsel in die U23 wurde er Mitglied im Track Team von Lokosphinx, wo auch sein Schwerpunkt blieb. 2019 gewann er bei den Europaspielen und den U23-Europameisterschaften jeweils die Goldmedaille. In der Saison 2020 wurde er erstmals U23-Europameister und Russischer Meister in einer Einzeldisziplin, 2021 gewann er beim Heimrennen des UCI Track Cycling Nations’ Cup in Sankt Petersburg sowohl in der Einer- als auch in der Mannschaftsverfolgung.
Auf der Straße war Syriza nicht für das Continental Team von Lokosphinx registriert, daher starte er international weiterhin für die russische Nationalmannschaft. In der Saison 2021 gelang ihm sein erster internationaler Erfolg, als er den Circuito del Porto gewann.
Mit dem Krieg in der Ukraine und dem Entzug der Lizenz für Lokosphinx Anfang 2022 wechselte Syriza mit Teamkollegen in ein in Spanien registriertes Amateurteam. Bei Rennen des nationalen Kalenders in Spanien gewann er bis Juli zehn Rennen. Durch seine Erfolge auf ihn aufmerksam geworden, wurde er ab August als Stagiaire für das Team Astana eingesetzt, für das er bei der Tour de Langkawi die erste Etappe gewann und zwei weitere Male auf dem Podium stand. Zur Saison 2023 wurde er in das UCI WorldTeam übernommen.
Bei den Olympischen Spielen 2024 trat Syriza auf Wunsch des IOC im Einzelzeitfahren und Straßenrennen als „individueller neutraler Athlet“ auf dem durch Russland erworbenen Startplatz an. Er wurde für diese Aufgabe ausgesucht, nachdem Alexander Wlassow verzichtet hatte. Im Einzelzeitfahren belegte er den 31. Platz, das Straßenrennen bbeendete er nicht. Mit seinem Team stand er bei der ZLM Tour dreimal auf dem Podium der Tageswertung, blieb aber ohne Sieg. Diesen erzielte er mit einem erneuten Etappenerfolg bei der Tour de Langkawi.

## Erfolge

### Bahn
2017
- Junioren-Weltmeister – Mannschaftsverfolgung (mit Iwan Smirnow, Dmitri Muchomedjarow und Lew Gonow)
- Junioren-Weltmeisterschaften – Madison (mit Lew Gonow)
- Junioren-Europameister – Mannschaftsverfolgung (mit Iwan Smirnow, Dmitri Muchomedjarow und Lew Gonow)

2018
- Junioren-Weltmeisterschaften – Madison (mit Lew Gonow)
- Junioren-Weltmeisterschaften – Einerverfolgung
- U23-Europameisterschaften – Mannschaftsverfolgung (mit Iwan Smirnow, Dmitri Muchomedjarow und Lew Gonow)
- Russischer Meister – Mannschaftsverfolgung

2019
- Europaspiele – Mannschaftsverfolgung (mit Nikita Bersenew, Lew Gonow und Iwan Smirnow)
- U23-Europameister – Mannschaftsverfolgung (mit Iwan Smirnow, Dmitri Muchomedjarow und Lew Gonow)
- Russischer Meister – Mannschaftsverfolgung

2020
- U23-Europameister – Punktefahren und Omnium
- U23-Europameister – Mannschaftsverfolgung (mit Nikita Bersenew, Lew Gonow und Iwan Smirnow)
- Russischer Meister – Omnium

2021
- Nations’ Cup in Sankt Petersburg – Einerverfolgung
- Nations’ Cup in Sankt Petersburg – Mannschaftsverfolgung (mit Lew Gonow, Jegor Igoschew und Iwan Smirnow)
- Russischer Meister – Madison, Einerverfolgung und Mannschaftsverfolgung

### Straße
2021
- Circuito del Porto

2022
- eine Etappe Tour de Langkawi

2023
- eine Etappe Tour de Langkawi

2024
- eine Etappe Tour de Langkawi